# Lachhoen
Het lachhoen, ook lachkip of ajam ketawa (Indonesisch: Ayam ketawa, Boeginees: Manu' gaga') geheten, is een langkraairas van Zuid-Celebes in Indonesië. De naam berust op de gelijkenis van de kraai met de menselijke lach.

## Oorsprong
Lachhoenders worden op Zuid-Celebes sinds lange tijd gefokt en waren vanwege hun buitengewone kraaieigenschappen geliefd bij het lokale koningshuis en de adel. Sinds het einde van de 20e eeuw is de soort in geheel Indonesië bekend en wordt sinds enige jaren ook in Europa gefokt.

## Kenmerken

### Kraai
Kenmerkend voor de kraai is de stotterende herhaling van afzonderlijke noten. Er bestaan meerdere soorten van lachhoenders, die naar de typische klank van de kraai ingedeeld worden. De langkraaiende variant van het zogenaamde dangduttype kraait gemiddeld 30 seconden lang Verder bestaat een type met snelle intervallen met de naam "Garetek", een langzaam type genaamd "Gaga" en één met lange intervallen dat "Dodo" genoemd wordt.

### Vorm
Lachhoenders bezitten een klassieke landhoenvorm. Ze zijn slank en licht gebouwd, waarbij de hennen niet zelden zo licht zijn als krielkippen. Er komen exemplaren met enkelvoudige kam, maar ook met rozenkam voor.

### Kleur
De loopbenen van de lachhoenders zijn meestal grijsblauw, hoewel ook varianten met een lichte kleur voorkomen.
De kleurslagen zijn op Celebes vastgelegd:
- Bakka: witte grondkleur met zwarte basis en oranje-rode veren
- Lappung: Porseleinkleur
- Ceppaga: zwart-witte mengkleur, waarbij de romp wit is en de basis van de hals zwart
- Korro: zwarte grondkleur met gele en witte veren
- Ijo Buota: groen glanzende zwarte grondkleur met wisselend roodbruine en zwarte veren
- Bori Tase: roodbruine veren met goudgele vlekken

### Speciaalclub en erkenning
In Nederland houdt zich de Optimum Avium Speciaalclub voor fokkers van langstaart- en langkraaihoenders (OASLL) met het ras bezig. Binnen de georganiseerde raspluimveefokkerij in Europa is het lachhoen niet met standaard erkend.
Ajam pelóng · Bergse kraaier · Bosnische kraaier · Braziliaanse kraaier · Denizli-kraaier · Koeyoshi · Kosovaarse kraaier · Lachhoen ·Tomaru · Totenko · Joerlov-kraaier